# ذا سباي
ذا سباي أو الجاسوس (بالإنجليزية:The Spy)، هو مسلسل قصير عن الجاسوسية من نوعية تلفزة الويب، انتجه آلان جولدمان (Alain Goldman) مؤسس شركة (Légende Entreprises) باللغة الإنجليزية، وكتبه وأخرجه الإسرائيلي جدعون راف (Gideon Raff) وشاركه في الكتابة ماكس بيري (Max Perry)، استناداً إلى سيرة جاسوس الموساد الإسرائيلي إيلي كوهين (Eli Cohen) الذي انتحل شخصية غير حقيقية باسم كامل أمين ثابت خلال الفترة 1961–1965 في سوريا.
يقوم بتمثيل دور إيلي كوهين الممثل البريطاني ساشا بارون كوهين (Sacha Baron Cohen) ويشاركه البطولة الممثل الأمريكي نوح إمريش (Noah Emmerich). المسلسل مكون من ست حلقات، وتم بثه من خلال تطبيق نتفلكس في 6 سبتمبر، 2018.
المسلسل يعتمد في احداثه على كتاب «الجاسوس من إسرائيل» (بالفرنسية: L'espion qui venait d'Israël، وبالإنجليزية: The Spy from Israel) الذي كتبه أوري دان (Uri Dan) ويشعياهو بن بورات (Yeshayahu Ben Porat)، والمنشور تحت أسم مستعار: بن دان (Ben Dan)، بالإضافة لمراجع أخرى. كما استخدم المؤلف خياله

## طاقم التمثيل
- ساشا بارون كوهين في دور إيلي كوهين /كامل أمين ثابت[8]
- هدار راتسون روتيم  [لغات أخرى]‏ في دور نادية كوهين, زوجة إيلي
- يائيل إيتان في دور مايا
- نوح إمريش في دور دان بيليج[9]
- نسيم ليس بدور معازي ظاهر الدين
- موني موشونوف  [لغات أخرى]‏ في دور جاكوب شيموني
- ألونا تال في دور جوليا شنايدر
- مراد زاوي في دور بيني
- ألكسندر صديق[10] بدور أحمد سويداني
- مارك موريل في دور رقيب في جيش الدفاع الإسرائيلي [11]
- وليد زعيتر في دور اللواء أمين الحافظ
- ستانلي تاونسند في دور الجنرال أدين
- أرييه المالح في دور ميشيل عفلق
- حسام غنسي في دور العقيد سليم حاطوم
- أوري غافرييل في دور الشيخ ماجد الأرض
- تيم سيفي في دور محمد بن لادن
- سعاد فارس بدور صوفي كوهين، والدة إيلي

## تصوير المسلسل
تم تصوير العرض في المغرب والمجر والمملكة المتحدة. وقيل إن التصوير غير ممكن في سوريا بسبب الحرب الأهلية السورية.

## ملخص المسلسل
يحكي المسلسل قصة عميل الموساد إيلي كوهين الذي انتحل شخصية غير حقيقية باسم كامل أمين ثابت خلال الفترة 1961–1965 في سوريا، حيث استطاع أن يقيم علاقات وثيقة مع النخبة السياسية و‌العسكرية حتى أصبح المستشار الأول لوزير الدفاع آنذاك قبل أن ينكشف أمره ويعدم على الملأ في ساحة المرجة سنة 1965.
يبدأ المسلسل بتقديم إيلي استقالته من العمل من أجل الانضمام إلى الموساد، بهدف إيقاف الاعتداء السوري على بحيرة طبريا التي يسكنها الإسرائيليون. في ذلك الأثناء، كان جهاز الموساد في حاجة ماسة لزرع جاسوس يعمل لصالحهم من داخل سوريا. كان إيلي قد تقدم بطلب انضمام للموساد مرتين من قبل لكن تم رفض طلبه، إلا إنه بمراجعة الطلبات المرفوضة من أجل إيجاد العميل المناسب، وقع الاختيار عليه نظرا لنشأته بمصر. خاض إيلي تدريبا خاصا لمدة 6 أشهر على كيفية استخدام أجهزة الإرسال والاستقبال اللاسلكي. كما درس كل أخبار سوريا وحفظ أسماء رجالها البارزين في عالم السياسة والتجارة. ثم انتقل إيلي إلى مدينة بيونس آيرس الأرجنتينية تحت اسم كامل أمين ثابت، رجل التجارة والأعمال. واستطاع إيلي خلال هذه الفترة من التقرب من أمين الحافظ الذي ساعده في الدخول إلى العاصمة السورية دمشق. ومن ثم بدأ مهمته كجاسوس لتعطيل التهديد السوري على إسرائيل. وينتهي المسلسل بإلقاء القبض على إيلي متلبسا بإرسال رسالة لاسلكية بعد البحث والترصد من قبل عربة تابعة للجيش السوري والذي أشرف عليه ضابط في الجيش السوفيتي، ويتم إعدامه في ساحة المرجة في 18 أيار/مايو 1965.

## انتقادات
أحتج المغاربة على تصوير المسلسل الفرنسي في الأراضي المغربية، ويقول المعترضون أن هذا المسلسل هي نوع من أنواع تطبيع مع إسرائيل، وأن المغرب تتناقض في مواقفها مع القضية الفلسطينية.
مثل الكثير من الأعمال الدرامية التي تعتمد على احداث تاريخية، تعرض المسلسل لانتقادات متعددة. أحداث المسلسل تبدأ بعد ما استقر إيلي كوهين بإسرائيل التي هاجر إليها بعد حرب 1956، وبالتالي لم يحكي المسلسل الدور الذي اطلع به إيلي في مصر التي ولد بها. وحسب المصادر المصرية، فإن إيلي كان عضوا نشطًا في تهريب اليهود المصريين من مصر إلى إسرائيل، كما كان له دورًا في فضيحة لافون لكنه لم يدان فيها رسميًا.كذلك تظهر الأحداث كيف تعرف إيلي على أمين الحافظ في بيونس آيرس، وكيف نمت العلاقة بينهم حتى رشحه أمين حافظ، عندما كان رئيسا للجمهورية السورية، مستشارا لوزير الدفاع آنذاك، وهي الرواية التي نفاها أمين حافظ بنفسه حيث أنه انتقل الأرجنتين في تاريخ لاحق لسفر إيلي منها ولم يقابله سوى بعد اعتقاله للتحقيق معه. كما تعرض المسلسل لانتقادات بسبب تعدد الأخطاء التاريخية، وللطريقة التي صوّر بها المجتمع السوري ومدينة دمشق. فعلى سبيل المثال، أحمد سويداني رئيس أركان الجيش السوري فيما بعد لم يتولى أي منصب في مدينة بيونس آيرس في ذلك الوقت، كما إن مشهد المقابلة الأولى بين إيلي وزوجة أمين حافظ بدا فجاً وغير منطقي، بالإضافة للمغامرات ذات الطابع الهوليوودي التي قام بها إيلي.  يُأخذ على المسلسل أيضا إقحامه لعدد من الشخصيات التاريخية في الأحداث بشكل مصطنع مثل الحوار الذي تم بين ميشيل عفلق وإيلي، أو ذكر ياسر عرفات، وصدام حسين أو ظهور أسامة بن لادن كطفل صغير مع والده رجل الأعمال الشهير محمد بن لادن.
كذلك قلل بعض المؤرخين والسياسين من الجانب السوري والعربي من أهمية أعمال الجاسوسية التي قام بها إيلي، ومدى فاعلية المعلومات التي جمعها والتي استفادت بها إسرائيل خاصة في حرب يونيو 1967.وقد فسر البعض ذيوع الرواية الإسرائيلية إلى رغبة حزب البعث في عدم ظهور حقيقة الدور الذي قام به الجاسوس إيلي لإحراج الرئيس الأسبق أمين حافظ نظرا للاختلاف السياسي بينهم.
بالإضافة لما سبق، تم اتهام المسلسل بترويج البروباجندا الإسرائيلية نظرًا لافتقاده للدقة التاريخية، والمبالغة في تصوير دور إيلي، وإعطاء صورة سلبية عن النخبة السورية.

## الدقة التاريخية
وأشار المحللون إلى وجود تساؤلات حول الدقة التاريخية لبعض الأحداث المعروضة. وبحسب الرئيس السوري السابق أمين الحافظ, فإنه لم يلتق بكوهين في الأرجنتين قط، ناهيك عن تكوين صداقة معه، ولم يكن منصب "نائب وزير الدفاع" موجوداً في سوريا في ذلك الوقت. كان منصب المستشار الرئيسي لوزير الدفاع موجودًا بالفعل - وهو المنصب الذي ادعى كوهين أنه شغله.

## روابط خارجية
- ذا سباي على موقع IMDb (الإنجليزية)
- ذا سباي على موقع ميتاكريتيك (الإنجليزية)
- ذا سباي على موقع روتن توميتوز (الإنجليزية)
- ذا سباي على موقع نتفليكس (الإنجليزية)
- ذا سباي على موقع ليتربوكسد (الإنجليزية)
- ذا سباي على موقع كينوبويسك (الروسية)
- ذا سباي على موقع ألو سيني (الفرنسية)
- ذا سباي على موقع قاعدة بيانات الفيلم (الإنجليزية)